# Die Katze und der Kanarienvogel (Film)
Die Katze und der Kanarienvogel (The Cat and the Canary) ist ein britischer Film von Radley Metzger. Er basiert auf dem gleichnamigen Theaterstück von John Willard. Dieses war bereits 1927 und 1939, jeweils unter demselben Originaltitel, aber mit anderen deutschen Titeln, verfilmt worden.

## Handlung
Der 1914 verstorbene Cyrus West hat bestimmt, sein Testament erst 20 Jahre nach seinem Tod verlesen zu lassen. Er hat dazu eine Filmbotschaft hinterlassen, auf der er es selbst verliest, und die seine Haushälterin Mrs. Pleasant aufbewahrt hatte. 1934 kommen sechs Verwandte als mögliche Erben seines Vermögens und einer wertvollen Halskette in Frage, die sich in Wests Anwesen versammeln. West bestimmt Annabell als Alleinerbin. Allerdings kann sie das Erbe nur antreten, wenn sie die folgenden zwölf Stunden gemeinsam mit ihren Verwandten in Wests Anwesen verbringt. Sollte sie sterben oder von den übrigen Anwesenden für verrückt erklärt werden, falle Wests Besitz dem Ersatzerben zu, der auf einem weiteren Filmdokument genannt wird, das um zwölf Uhr mittags des folgenden Tages vorgespielt werden sollte. 
In der Folge kommt es zu einem Gerangel zwischen Harry und Charlie, weil Charlie behauptet, Harry habe einen seiner Patienten ermordet. Ein Mann in einem dunklen Umhang springt durchs Fenster herein. Es ist Hendricks, der Chefpsychiater eines nahegelegenen Sanatoriums. Er informiert die Versammelten darüber, dass ein gefährlicher Geisteskranker aus dem Sanatorium geflohen sei, der von sich glaubt, eine Katze zu sein. Er verstecke sich gern in Häusern und warte, bis die Bewohner schlafen, um sie dann zu töten. Nachdem Hendricks fortgegangen ist, durchsuchen die Anwesenden das Haus. 
Annabell schaut sich derweil nochmal die Filmbotschaft Wests an, auf der er einen Hinweis gibt, wo die wertvolle Halskette versteckt ist. Annabell entdeckt, dass auf dem Korken der Flasche Wein, die beim Essen getrunken wurde, „ICE“ steht. Zusammen mit Paul schließt sie daraus, dass die Kette in der Kühltruhe ist, wo sie diese schließlich auch finden. Annabell legt die Halskette zum Schlafen an, doch während sie schläft, stiehlt ihr ein Unbekannter die Kette. Sie ruft um Hilfe, doch in ihrem Zimmer, das verschlossen war, ist der Dieb nicht zu finden. Sie entdecken schließlich einen Geheimgang hinter dem Schrank, wo sich auch die Leiche von Mrs. Crosby, der Notarin, befindet.
Annabell wird in einen anderen Teil des Hauses gebracht und Paul sucht das Haus abermals nach dem Entflohenen ab, der ihn bei der Suche niederschlägt. Die Haushälterin rettet ihn. Unterdessen wird Susan von dem Unbekannten getötet und Annabell von ihm entführt. Durch einen weiteren Geheimgang bringt er sie in einen geheimen Kellerraum, wo Annabell ihm eine Maske vom Kopf reißen kann und sich herausstellt, dass es Charlie ist. Er behauptet, ihm stehe das Erbe zu, weil er immer Wests Liebling gewesen sei. Er wisse zudem, dass er der Genannte auf dem zweiten Film sein wird. Hendricks betritt den Raum und stellt sich als Charlies Komplize heraus, der ein Folterspezialist ist.
Hendricks bemerkt, dass Charlies Kriegsmedaille fehlt, die währenddessen Paul bei Mrs. Crosbys Leiche gefunden hat. Charlie will sie holen, wobei ein Kampf mit Paul beginnt. Mrs. Pleasant erschießt Charlie. Paul kommt dann Annabell zu Hilfe und erschießt Hendricks. Am Morgen verabschieden Paul und Annabell die Überlebenden und schauen sich den zweiten Film an, der Charlie als Erben nennt.

## Produktion
Die Besetzung der Rollen war turbulent. Peter McEnery wurde zunächst als Harry Blythe besetzt, die Rolle wurde jedoch kurzfristig an Daniel Massey vergeben. Stattdessen spielte McEnery dann Charlie Wilder, der anfangs von Horst Buchholz gespielt werden sollte, der jedoch aus dem Projekt ausstieg. Die Rolle der Haushälterin wurde u. a. Elisabeth Bergner angeboten. Für die Rolle des Anwalts war ursprünglich ein männlicher Darsteller vorgesehen. Als jedoch zahlreiche Darsteller ablehnten, entwickelte man eine weibliche Rolle daraus.
Die Dreharbeiten gingen mitunter schnell vonstatten. Wendy Hiller arbeitete bloß zehn Tage und Wilfrid Hyde-White drehte seinen Auftritt als verstorbener Cyrus West innerhalb eines Tages ab.

## Kritik
„Frisch in Szene gesetzter Detektivkrimi, auch wenn er sein Repertoire aus bekannten Rätsel- und Spannungselementen des Genres rekrutiert.“

„Neuverfilmung eines Stummfilmklassikers von 1927 – ironisch, gut besetzt, aber etwas träge. Spannung mit allen Genre-Klischees.“

„Der Psychokrimi ‚Die Katze und der Kanarienvogel‘ variiert auf amüsante Weise das Thema ‚Mord im einsamen Landhaus‘ [,…] mischt Hochspannung mit waschechtem britischem Humor. Bekannter Plot, aber mit Überraschungen.“